# Konstantin Adamovič Vollosovič
Konstantin Adamovič Vollosovič, in russo Константин Адамович Воллосович? (Sluckij uezd, 2 giugno 1869, 21 maggio del calendario giuliano – Distretto di Zmiïv, 25 settembre 1919), è stato un geologo ed esploratore russo.
Partecipò alla spedizione polare russa del 1900-1902. 

## Biografia
Nato nello uezd di Slutsk del governatorato di Minsk, nel 1892 si laureò presso la facoltà di Scienze naturali dell'Università di Varsavia. Dopo la laurea, conseguì un dottorato in chimica organica. Per la sua partecipazione alle attività rivoluzionarie nel 1894, fu arrestato, e detenuto nella Fortezza di Pietro e Paolo e nella Cittadella di Varsavia per circa due anni. Quindi fu esiliato per cinque anni nel governatorato di Arcangelo, dove si interessò alla geologia e pubblicò una serie di articoli scientifici sulla geologia della regione polare russa.
Nel 1900, per le sue attività politiche, Vollosovič fu esiliato nella Siberia orientale, dove, nel 1901, fu invitato da Eduard Gustav von Toll a partecipare alla spedizione polare russa del 1900-1902 sulla nave Zarja. Il suo compito era quello di guidare un gruppo ausiliario, impegnato nell'organizzare un certo numero di punti di rifornimento alimentare sulle isole Faddeevskij e Kotel'nyj in caso di perdita della nave. Egli arrivò a Ust'-Jansk il 2 febbraio 1091 e il 28 marzo partì per le isole della Nuova Siberia con 11 persone su 5 slitte trainate da 14 cani ciascuna e con 20 renne. Il lavoro di sistemazione di 8 punti di rifornimento fu completato il 2 settembre. Il 5 settembre il gruppo di Vollosovič fu raggiunto dalla Zarja nella laguna di Nerpalach. Agli inizi del 1902 Vollosovič dovette abbandonare la spedizione per motivi di salute.
Tra il 1907 e il 1909, Vollosovič condusse indagini geologiche nel Tajmyr, nella Jakuzia e lungo i fiumi Lena e Kolyma. Nel 1909-1910, fu impegnato nello scavo di mammut sull'isola Bol'šoj Ljachovskij.
Morì il 25 settembre 1919 in un incidente ferroviario vicino a Charkiv.

## Luoghi dedicati
- Isola di Vollosovič nell'arcipelago di Severnaja Zemlja.